# Cuota tributaria
En Derecho tributario, la cuota tributaria es la cantidad que debe ingresar el sujeto pasivo por la realización del hecho imponible de un tributo, de acuerdo con la aplicación de los elementos de cuantificación previstos en la normativa del tributo. La cuota tributaria es el componente necesario y esencial de la deuda tributaria. Esta deuda estará formada junto a la cuota por algunos elementos de contenido accidental o eventual, como son intereses de demora y distintos tipos de recargos derivadas de algún incumplimiento por el sujeto pasivo.
La cuota tributaria, en los tributos denominado de cuota variable, es el resultado de aplicar el tipo de gravamen a la base imponible o a la liquidable, mientras que en los tributos de cuota fija, la cuota íntegra será la cantidad señalada directamente como tal por la norma reguladora.
En España, la Ley General Tributaria (artículo 56) distingue tres tipos de cuotas en función del procedimiento de liquidación previsto para cada tributo:
- La cuota íntegra: es la cantidad que, según el hecho imponible realizado, y por aplicación de los elementos de cuantificación definidos por la ley de cada tributo, debe ingresar el sujeto pasivo según la capacidad económica manifestada. En algunos tributos, la ley establece determinadas operaciones sobre la cuota íntegra, que dan lugar a ulteriores cuotas tributarias como son la cuota líquida o la cuota diferencial. En caso de que exista cuota líquida o cuota diferencial serán estas últimas cuotas las cantidades a ingresar en el Tesoro Público en concepto de cuota tributaria.
- La cuota líquida: Constituye una modalidad de la cuota tributaria que es el resultado de practicar sobre la cuota íntegra, las deducciones, bonificaciones o determinadas adiciones o coeficientes multiplicadores, que puedan estar previstos en la Ley de cada tributo.
- La cuota diferencial: es el resultado de minorar la cuota líquida en el importe de las deducciones, pagos fraccionados, retenciones, ingresos a cuenta y cuotas, conforme a la normativa de cada tributo.

## Cuota tributaria y el error de salto
La cuota tributaria resultado de la aplicación del tipo de gravamen puede ser modificada en algunos casos de aplicación de tarifas progresivas continuas, en el caso del denominado error de salto o sobreimposición, que supone que a un incremento de la base imponible le corresponde una porción de cuota superior a dicho incremento, reduciéndose de oficio, como mínimo en dicho exceso.